# Mr. Gone
| Recensione       | Giudizio    |
| ---------------- | ----------- |
| AllMusic         | [ 2 ]       |
| Robert Christgau | B           |
| Sputnikmusic     | 3.4 (Great) |
| Debaser          | [ 5 ]       |

Mr. Gone è un album del gruppo musicale statunitense Weather Report, pubblicato nel settembre del 1978.

## Tracce

### LP
Lato A
1. The Pursuit of the Woman with the Feathered Hat – 5:01 (Josef Zawinul)
2. River People – 4:47 (Jaco Pastorius)
3. Young and Fine – 6:50 (Josef Zawinul)
4. The Elders – 4:18 (Wayne Shorter)

Lato B
1. Mr. Gone – 5:19 (Josef Zawinul)
2. Punk Jazz – 5:06 (Jaco Pastorius)
3. Pinocchio – 2:25 (Wayne Shorter)
4. And Then – 3:19 (Sam Guest, Josef Zawinul,)

## Musicisti
The Pursuit of the Woman with the Feathered Hat
- Josef Zawinul - tastiere, kalimba, thumbeki drums, sleigh bells, voce, arrangiamento
- Wayne Shorter - sassofono soprano, voce
- Manolo Badrena - voce solista, voce
- Jaco Pastorius - batteria, basso, voce
- Peter Erskine - batteria, voce
- Jon Lucien - voce

River People
- Josef Zawinul - tastiere, sintetizzatore ARP, sintetizzatore prophet solo
- Wayne Shorter - sassofono soprano
- Jaco Pastorius - batteria, voce, timpani, basso, arrangiamento

Young and Fine
- Josef Zawinul - tastiere, melodica, high hat, voce, arrangiamento
- Wayne Shorter - sassofono tenore
- Jaco Pastorius - basso
- Steve Gadd - batteria
- Peter Erskine - high hat

The Elders
- Josef Zawinul - tastiere, arrangiamento
- Wayne Shorter - sassofono tenore
- Jaco Pastorius - basso

Mr. Gone
- Josef Zawinul - tastiere, sintetizzatore oberheim bass, arrangiamento
- Wayne Shorter - sassofono tenore
- Jaco Pastorius - basso
- Tony Williams - batteria

Punk Jazz
- Josef Zawinul - tastiere
- Wayne Shorter - sassofono tenore, sassofono soprano
- Jaco Pastorius - voce, basso, arrangiamento
- Tony Williams - batteria

Pinocchio
- Josef Zawinul - pianoforte acustico, sintetizzatore oberheim bass
- Wayne Shorter - sassofono tenore, arrangiamento
- Jaco Pastorius - basso
- Peter Erskine - batteria

And Then
- Josef Zawinul - tastiere, arrangiamento
- Wayne Shorter - sassofono tenore, sassofono alto
- Jaco Pastorius - basso
- Steve Gadd - batteria
- Deniece Williams - voce
- Maurice White - voce[7]

Note aggiuntive
- Josef Zawinul - produttore, mixing
- Jaco Pastorius - co-produttore, mixing
- Registrazioni effettuate al Devonshire Sound di North Hollywood, California (Stati Uniti)
- Alex Kazanegras - ingegnere delle registrazioni, mixing
- David Mancini, Jr. - secondo ingegnere delle registrazioni
- Allen Zentz - mastering
- Lou Beach - illustrazione copertina frontale album originale
- Nancy Donald - design copertina album originale[6]

## Classifica
Album
| Anno | Classifica            | Posizione raggiunta |
| ---- | --------------------- | ------------------- |
| 1978 | Billboard 200         | 52                  |
| 1978 | Official Albums Chart | 47                  |